# Calcio Caldiero Terme
El Calcio Caldiero Terme es un club de fútbol de Italia, con sede en Caldiero, en la región de Véneto. Fue fundado en 1934 y compite en la Serie D, cuarta categoría del fútbol italiano.

## Historia
El club fue fundado en el año 1934 en la ciudad de Caldiero en Veneto. En prácticamente el siglo XX, el Caldiero Terme fue un equipo de las ligas aficionadas de Veneto, siendo hasta los años 1990 que jugaría por primera vez en la Eccellenza. En 2004, el club fue adquirido por la familia Berti, la cual ayudó al histórico ascenso del club a la Serie D en 2019.
El 5 de mayo de 2024 el Caldiero Terme ganó el Grupo B de la Serie D y con ello el ascenso a la Serie C, la que será la primera experiencia del club a nivel profesional.